# Neamin
Neamin (neomicin A) je aminoglikozidni antibiotik.

## Literatura
- Hardman JG, Limbird LE, Gilman AG (2001). Goodman & Gilman's The Pharmacological Basis of Therapeutics (10. изд.). New York: McGraw-Hill. ISBN 0071354697. doi:10.1036/0071422803.
- Mandel GL, Bannett JE, Dolin R, ур. (2000). Principles and Practise of Infectious Diseases (5 изд.). Philadelphia, PA: Churchill Livingstone. doi:10.1016/S1473-3099(10)70089-X.  044307593X.